# اوغلان‌قلعه
اوغلان‌قلعه (به لاتین: Oğlanqala) یک منطقه مسکونی در جمهوری آذربایجان است که در شهرستان شرور واقع شده است. اوغلان‌قلعه ۲۹۵۹ نفر جمعیت دارد.